# Orthosie (Mond)
Orthosie (auch Jupiter XXXV) ist einer der kleinsten bekannten äußeren Monde des Planeten Jupiter.

## Entdeckung
Orthosie wurde am 11. Dezember 2001 von  Astronomen der Universität Hawaii entdeckt. Sie erhielt zunächst die vorläufige Bezeichnung S/2001 J 9.
Benannt wurde der Mond nach Orthosie, einer der Horen aus der griechischen Mythologie.

## Bahndaten
Orthosie umkreist Jupiter in einem mittleren Abstand von 20.720.000 km in 622,56 Tagen. Die Bahn weist eine Exzentrizität von 0,2808 auf. Mit einer Neigung von 145,9° gegen die lokale Laplace-Ebene ist die Bahn retrograd, d. h., der Mond bewegt sich entgegen der Rotationsrichtung des Jupiter um den Planeten.
Aufgrund ihrer Bahneigenschaften wird Orthosie der Ananke-Gruppe, benannt nach dem Jupitermond Ananke, zugeordnet.

## Physikalische Daten
Orthosie besitzt einen mittleren Durchmesser von etwa 2 km. Ihre Dichte wird auf 2,6 g/cm³ geschätzt. Sie ist vermutlich überwiegend aus silikatischem Gestein aufgebaut.
Orthosie weist eine sehr dunkle Oberfläche mit einer Albedo von 0,04 auf, d. h., nur 4 % des eingestrahlten Sonnenlichts werden reflektiert. Ihre scheinbare Helligkeit beträgt 23,1m.